# Olof Armsköld
Olof Armsköld, född troligen 1614, död 11 februari 1686 i Asby församling, Östergötlands län, var en svensk militär.

## Biografi
Olof Armsköld föddes troligen 1614. Han var son till ryttmästaren Göran Armsköld vid Östgöta kavalleriregemente och Margareta Månsdotter (Stjärnbjälke). Armsköld var kaptenlöjtnant vid Östgöta kavalleriregemente och skadades i slaget vid Nördlingen 1634. Han avled 1686 på Ekäng i Asby socken och begravdes i Malexanders kyrka.

### Egendom
Armsköld ägde Ekäng i Asby socken, Sjöviken och Hambra.

### Familj
Armsköld var gift med Agneta Patkull (1629–1702), dotter till översten Göran Patkull. De fick tillsammans barnen fänriken Johan Armsköld (död 1677), löjtnanten Carl Armsköld (död 1702), Margareta Armsköld (död 1728 som var gift med kaptenen Christer Samuel Duse, Gustaf Armsköld, Anna Armsköld som var gift med löjtnanten Per NIlsson Ulfsax, Catharina Armsköld (1667–1731) som var gift med majoren Johan Stråle af Sjöared och löjtnanten Göran Armsköld (1668–1738).